# (400419) 2008 CL88
(400419) 2008 CL88 es un asteroide perteneciente al cinturón de asteroides, región del sistema solar que se encuentra entre las órbitas de Marte y Júpiter, descubierto el 7 de febrero de 2008 por el equipo del Mount Lemmon Survey desde el Observatorio del Monte Lemmon, Arizona, Estados Unidos.

## Designación y nombre
Designado provisionalmente como 2008 CL88. 

## Características orbitales
2008 CL88 está situado a una distancia media del Sol de 2,809 ua, pudiendo alejarse hasta 3,048 ua y acercarse hasta 2,570 ua. Su excentricidad es 0,085 y la inclinación orbital 7,545 grados. Emplea 1720,35 días en completar una órbita alrededor del Sol.

## Características físicas
La magnitud absoluta de 2008 CL88 es 16,4. 